# LGBT+ en Corée du Sud

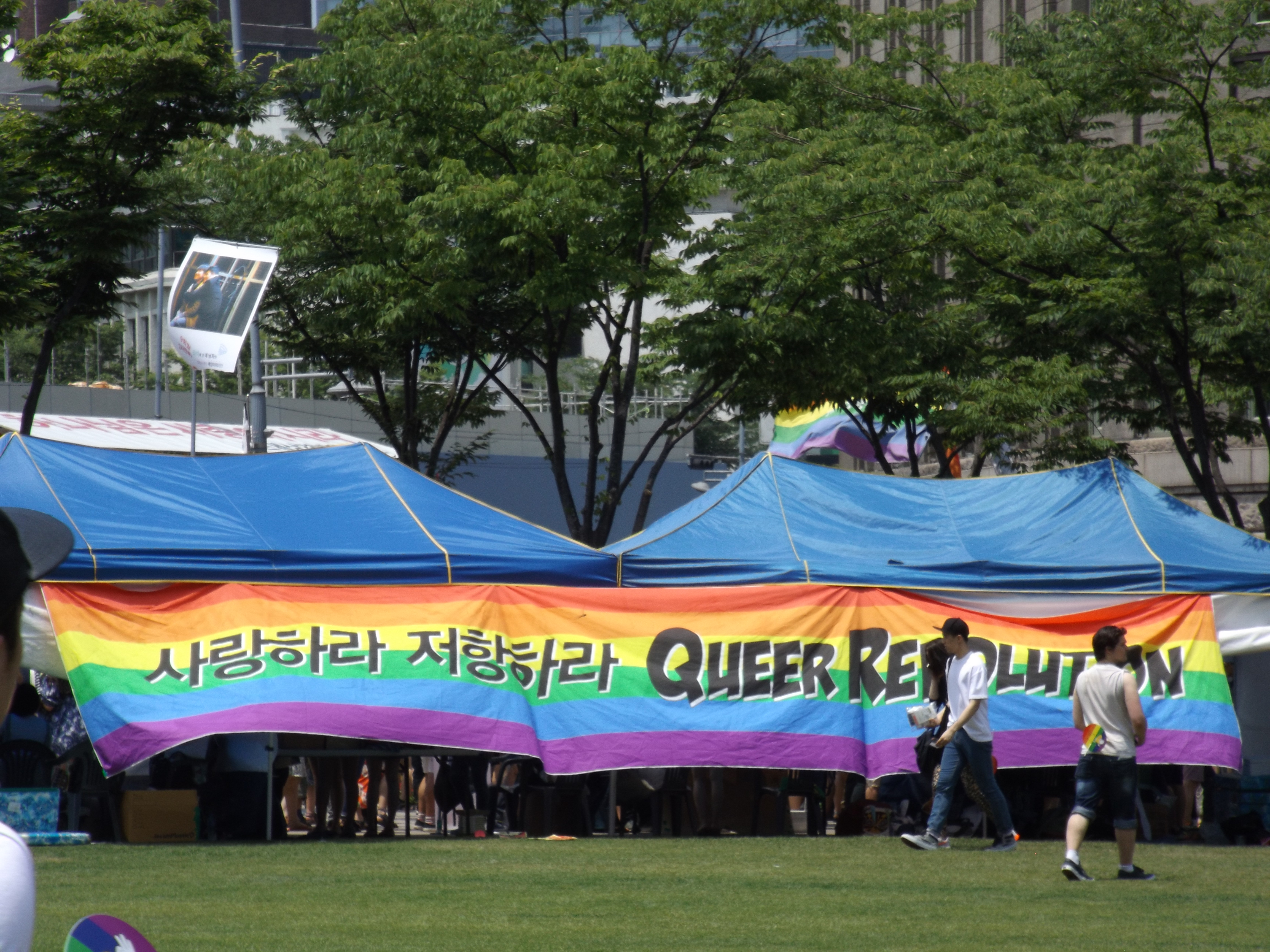
Marche des fiertés 2013 de Séoul.

La Corée du Sud ne reconnaît pas officiellement les droits des personnes LGBT sur le territoire national. 
Bien que chaque citoyen soit protégé individuellement par la Constitution sud-coréenne, aucun droit n'est officiellement reconnu aux personnes de la communauté LGBT en Corée du Sud. Les droits LGBT sont des sujets tabou en Corée du Sud, bien que les mentalités, surtout de la population jeune, soit plus favorable à certains changements.

## Culture

### Korea Queer Culture Festival (KQCF)
Korea Queer Culture Festival (KQCF) ou Korea Queer Festival, ou Queer Culture Festival (coréen : 퀴어문화축제) est un festival Coréen annuel moderne, qui prend comme thème les droits LGBT. Cela inclut des parades (marche des fiertés) et des projections de films. Le festival dure une à deux semaines, et prend généralement place fin mai/début juin.
Cet événement est le plus important des festivals LGBT en Corée du Sud, ainsi que l'un des plus importants en Asie.
En juin 2016, le festival a célébré sa 17e édition à Séoul, du samedi 11 juin 2016 au dimanche 19 juin 2016.

## Conditions de vie

### Acceptation sociale

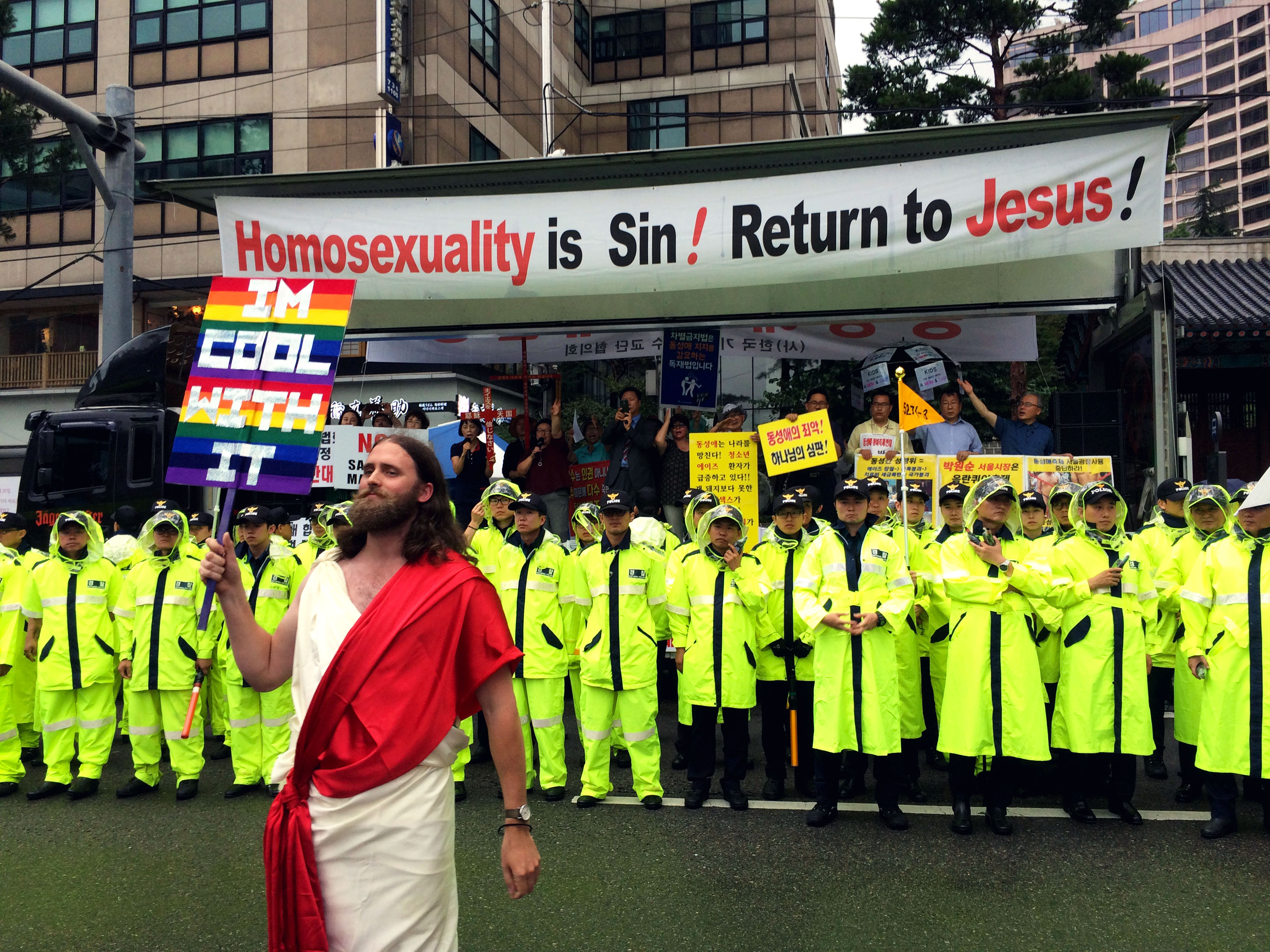
Manifestation chrétienne homophobe et contre-manifestant.

Les groupes chrétiens sud-coréens ou les opposants à la communauté LGBT se mobilisent aux festivals comme le « Korea Queer Culture Festival » afin de manifester contre la communauté LGBT. Souvent mis à l'écart par la police coréenne et en groupe plutôt restreint, ils manifestent hors du festival pour exprimer leur opposition à ce type de rencontre publique.

Dans une vidéo Youtube « S.Korea Christians Protest Gay Rights Festival » (en français : « Les chrétiens de Corée protestent contre les droits des homosexuels ») publiée le 28 juin 2015 par VOA News, le pasteur Joy Kim s'exprime sur la communauté LGBT de la façon suivante : 

« Quand quelque chose ne va pas, vous devez leur dire que ça ne va pas. Vous ne pouvez pas simplement garder vos distances ou essayer de le cacher. Vous devez leur dire sans aucune incertitude que s'ils vivent de cette façon, leurs petits plaisirs feront souffrir votre famille et votre pays. »

Par ce discours qu'il existe une forte opposition à la communauté LGBT et notamment aux personnes homosexuelles par ces groupes chrétiens[style à revoir].

### Droits
Les relations sexuelles homosexuelles continuent de constituer un délit pénal dans le code militaire, donnant lieu à une peine maximale de deux ans de prison, qu’elles soient consenties ou non, et aient lieu ou non dans les unités de l’armée. Ce délit est inscrit à l'article 92-6 du Code pénal militaire. C'est un article pénalisant l'homosexualité et les actes homosexuels.

## Représentations

### Personnalités ouvertement LGBT
Depuis plusieurs années, plusieurs personnalités et célébrités ont affirmé leur appartenance à la communauté LGBT ouvertement à la télévision ou sur les réseaux sociaux. La célébrité la plus connue pour son homosexualité affirmée est Hong Seok-cheon, acteur et restaurateur sud-coréen. Il fait son coming out en 2000, c'est l'une des premières célébrités à affirmer son homosexualité en Corée du Sud. Ce qui a été d'ailleurs sujet à des controverses dans le pays. 
D'autres personnalités comme le directeur de film Kim Jho Kwang-soo ont ainsi affirmé leur homosexualité au grand public. Il a célébré un mariage avec son partenaire, bien que le mariage entre personnes de même sexe ne soit pas reconnu officiellement en Corée du Sud.
On peut aussi citer le chanteur Go Tae-Seob, plus connu sous le nom de scène Holland, qui a fait son coming-out homosexuel. Dans ses chansons (Neverland, I am Not Afraid), il souhaite transmettre un message de paix envers les personnes LGBTQ+[réf. nécessaire].

### Transidentité au cinéma
De nombreux films ont été consacrés aux personnes transgenres depuis quelques années.  
Liste de films consacrés aux personnes transgenres : 
- Man on High Heels (Le Flic aux talons hauts) de Jang Jing. Avec Chah Seung-won, Oh Jeong-se, E Som. Sortie en Corée du Sud le 3 juin 2014, et en France le 20 juillet 2016
- Half (Moitié) de Kim Se-Yeon. Avant-première en octobre 2014 pour le festival international du film de Busan. Sortie le 21 janvier 2016.